# 蒲岐千户所
蒲岐千户所，明朝时设置的千户所。
洪武二十年（1387年）置，治所在今浙江省乐清市东北蒲岐。属盘石卫。清朝顺治十七年（1660年）改蒲岐寨，设把总驻守。 